# 長森佳容
長森 佳容（ながもり よしひろ）は、日本のアニメーター、キャラクターデザイナー。

## 人物
サムタック企画、スタジオジュニオ、SynergySP（旧：シナジージャパン）を経て、フリーとして活動している。

## 参加作品

### テレビアニメ
1986年
- 『聖闘士星矢』動画

1990年
- 『チンプイ』原画
- 『RPG伝説ヘポイ』原画

1991年
- 『ゲンジ通信あげだま』原画

1992年
- 『花の魔法使いマリーベル』作画監督
- 『幽☆遊☆白書』原画
- 『ヤダモン』原画

1994年
- 『ジーンダイバー』キャラクターデザイン・演出・作画監督

1995年
- 『アリス探偵局』キャラクターデザイン・絵コンテ・演出・作画監督
- 『NINKU -忍空-』原画
- 『天地無用!』原画

1996年
- 『みどりのマキバオー』原画
- 『はりもぐハーリー』作画監督・原画
- 『機動戦艦ナデシコ』原画

1997年
- 『救命戦士ナノセイバー』キャラクターデザイン・作画監督
- 『さくらももこ劇場 コジコジ』原画
- 『少女革命ウテナ』原画
- 『烈火の炎』原画

1998年
- 『銀河漂流バイファム13』原画
- 『どっきりドクター』原画
- 『Bビーダマン爆外伝』作画監督

1999年
- 『GTO』原画

2000年
- 『六門天外モンコレナイト』作画監督
- 『学校の怪談』原画
- 『遊☆戯☆王デュエルモンスターズ』原画、レイアウト

2001年
- 『破壊魔定光』作画監督
- 『Cosmic Baton Girl コメットさん☆』作画監督
- 『シスター・プリンセス』作画監督

2002年
- 『ラーゼフォン』原画
- 『爆転シュート ベイブレード2002』キャラクターデザイン
- 『HAPPY★LESSON THE TV』作画監督

2003年
- 『L/R -Licensed by Royal-』作画監督
- 『F-ZERO ファルコン伝説』作画監督
- 『爆転シュート ベイブレードGレボリューション』キャラクターデザイン

2004年
- 『神無月の巫女』作画監督
- 『B-伝説! バトルビーダマン』キャラクターデザイン

2005年
- 『B-伝説! バトルビーダマン 炎魂』キャラクターデザイン
- 『MÄR -メルヘヴン-』エンディング原画
- 『ゾイドジェネシス』オープニング原画

2006年
- 『爆球Hit! クラッシュビーダマン』監督補→作画監修
- 『きらりん☆レボリューション』キャラクターデザイン、総作画監督
- 『新星輝デュエル・マスターズ フラッシュ』キャラクターデザイン
- 『落語天女おゆい』作画監督

2007年
- 『ケータイ少女』オープニング作画
- 『爆丸バトルブローラーズ』キャラクターデザイン
- 『ハヤテのごとく!』総作画監督
- 『School Days』エンディング原画

2008年
- 『絶対可憐チルドレン』総作画監督
- 『魔法遣いに大切なこと 〜夏のソラ〜』作画
- 『二十面相の娘』作画監督
- 『恋姫†無双』作画監督
- 『遊☆戯☆王5D's』アニメオリジナルカードデザイン、原画

2009年
- 『RIDEBACK』原画
- 『メタルファイト ベイブレード』キャラクターデザイン

2010年
- 『爆丸バトルブローラーズ ニューヴェストロイア』キャラクターデザイン、総作画監督
- 『メタルファイト ベイブレード 爆』キャラクターデザイン
- 『ギャラクシーレーサー スキャン2ゴー』キャラクター原案

2011年
- 『爆丸バトルブローラーズ ガンダリアンインベーダーズ』キャラクターデザイン
- 『遊☆戯☆王ZEXAL』アニメオリジナルカードデザイン
- 『メタルファイト ベイブレード 4D』キャラクターデザイン
- 『ロウきゅーぶ!』原画
- 『クロスファイト ビーダマン』原画、スペシャルサンクス

2012年
- 『戦姫絶唱シンフォギア』原画
- 『メタルファイト ベイブレード ZEROG』キャラクターデザイン
- 『ズモモとヌペペ』絵コンテ、演出、作画監督
- 『ベイウィールズ』キャラクターデザイン
- 『遊☆戯☆王ZEXAL II』アニメオリジナルカードデザイン、原画、オープニング原画

2013年
- 『ビーストサーガ』キャラクターデザイン
- 『ブラッドラッド』原画、オープニング原画
- 『HEROES〜Legend of Battle Disks〜』キャラクターデザイン

2014年
- 『ベイレイダーズ』キャラクターデザイン
- 『遊☆戯☆王ARC-V』モンスターデザイン、アニメオリジナルカードデザイン、原画、オープニング原画
- 『僕らはみんな河合荘』オープニング原画、エンディング原画
- 『曇天に笑う』オロチデザイン

2015年
- 『みりたり!』キャラクターデザイン
- 『四月は君の嘘』作画監督

2016年
- 『私たち、らくろじ部!』作画監督
- 『ベイブレードバースト』アバター・プロップデザイン、アバター総作画監督、作画監督

2017年
- 『ベイブレードバースト ゴッド』アバター・プロップデザイン、アバター総作画監督、作画監督
- 『遊☆戯☆王VRAINS』モンスターデザイン

2018年
- 『ベイブレードバースト 超ゼツ』アバター・プロップデザイン、アバター総作画監督

2020年
- 『カードファイト!! ヴァンガード外伝 イフ-if-』デザインワークス、総作画監督、ユニット作画監督、オープニング原画、エンディング作画監督
- 『魔女の旅々』総作画監督

2021年
- 『マジカパーティ』キャラクターデザイン
- 『新幹線変形ロボ シンカリオンZ』総作画監督

2022年
- 『骸骨騎士様、只今異世界へお出掛け中』モンスターデザイン
- 『シャインポスト』作画監督

2023年
- 『便利屋斎藤さん、異世界に行く』モンスターデザイン
- 『カワイスギクライシス』総作画監督
- 『シャングリラ・フロンティア』モンスターデザイン、モンスター作画監督
- 『BEYBLADE X』キャラクターデザイン、総作画監督、原画、オープニングアバター作画監督、オープニング作画監督、エンディング作画監督
- 『薬屋のひとりごと』サブキャラクターデザイン、作画監督、総作画監督

2024年
- 『ループ7回目の悪役令嬢は、元敵国で自由気ままな花嫁生活を満喫する』総作画監督

時期未定
- 『29歳独身中堅冒険者の日常』メインキャラクターデザイン

### 劇場アニメ
1995年
- 『マクロス7 銀河がオレを呼んでいる!』原画

1998年
- 『劇場版ポケットモンスター ミュウツーの逆襲』原画

2002年
- 『シックス・エンジェルズ』原画
- 『爆転シュート ベイブレード THE MOVIE 激闘!!タカオVS大地』キャラクターデザイン

2010年
- 『10thアニバーサリー 劇場版 遊☆戯☆王 〜超融合!時空を越えた絆〜』アニメオリジナルカードデザイン
- 『劇場版メタルファイト ベイブレードVS太陽 灼熱の侵略者ソルブレイズ』キャラクターデザイン

2015年
- 『ラブライブ!The School Idol Movie』作画監督

2016年
- 『遊☆戯☆王 THE DARK SIDE OF DIMENSIONS』アニメオリジナルカードデザイン・原画

### OVA
1991年
- 『絶滅の島』原画

1993年
- 『ビッグ・ウォーズ 神撃つ朱き荒野に』動画
- 『けろけろけろっぴのガリバーの冒険』原画

1995年
- 『D・N・A² 〜何処かで失くしたあいつのアイツ〜』作画監督
- 『3×3 EYES 〜聖魔伝説〜』原画

2005年
- 『いつだってMyサンタ!』作画監督

2018年
- 『幽☆遊☆白書』原画

### Webアニメ
2014年
- 『ベイウォーリアーズ サイボーグ』キャラクターデザイン

2019年
- 『ベイブレードバースト ガチ』アバター・プロップデザイン、アバター総作画監督、総作画監督

2020年
- 『ベイブレードバースト スパーキング』アバター・プロップデザイン、アバター総作画監督

2021年
- 『ベイブレードバースト ダイナマイトバトル』アバターデザイン、アバター総作画監督

### その他
2005年
- 『School Days（オリジナル版）』原画

2012年
- 『THE IDOLM@STER SHINY FESTA』「ハニー サウンド」アニメーション原画

2013年
- 『CRゲゲゲの鬼太郎 地獄からの使者』キャラクターデザイン